# Astragalus chagyabensis
Astragalus chagyabensis är en ärtväxtart som beskrevs av C.C.Ni och Pei Chun Qiong Li. Astragalus chagyabensis ingår i släktet vedlar, och familjen ärtväxter. Inga underarter finns listade i Catalogue of Life.